# Charles Josselin
Charles Josselin (Pleslin-Trigavou, Costes del Nord, 1938) és un economista i polític bretó. Fill de pagesos, es llicencià en dret a la Universitat de Rennes i es graduà a l'Institut d'Estudis Polítics de París. De 1965 a 1968 treballà com a secretari financer de Banque de l'Union Parisienne. El 1971 es va afiliar al Partit Socialista i inicià la seva carrera política quan fou elegit diputat a l'Assemblea Nacional per Costes del Nord a les Eleccions legislatives franceses de 1973, el 1976 fou elegit president del Consell General de Costes del Nord i el 1977 alcalde de Pleslin-Trigavou, càrrec que ocuparà fins al 1997.
El 1978 va perdre el seu escó, però el recuperà a les eleccions de 1981 i el mantindrà fins al 1997. Presidí la delegació de les Comunitats Europees el 1981-1985. Laurent Fabius el nomenà Secretari d'Estat de transports el 1985-1986. El 1992 Pierre Bérégovoy el nomenà secretari d'estat de la mar, i el 1998 Lionel Jospin Secretari per a la cooperació i la Francofonia.
De 2006 a 2008 fou senador de la República. El 4 d'abril de 2008 va ser condemnat per abús de confiança pel Tribunal Correccional de París. Perseguit, juntament amb Claudy Lebreton, Alain Gouriou i quatre ex directors del Consell General de Costes del Nord, el tribunal prescindí de sancionar-los basant-se en el fet que "el dany causat per les infraccions ha estat reparat" que "els interessats han pagat els imports", i que "els fets són antics i tenen un caràcter aïllat